# Toyota Highlander
Toyota Highlander — кроссовер концерна Toyota, построенный на платформе Toyota K. Представлен в апреле 2000 года на  Нью-Йоркском автосалоне. Относится к классу SUV и в модельном ряду Toyota нацелен на аудиторию людей которые также рассматривают Toyota Land Cruiser Prado, Ford Explorer, Mitsubishi Pajero, Nissan Patrol.
Toyota не могла использовать имя Highlander (в переводе означает Горец) в Австралии и Японии, поскольку она является торговой маркой Hyundai Terracan SUV. Поэтому в этих странах Тойота называет автомобиль Toyota Kluger (トヨタクルーガー Toyota Kurūgā). Название происходит от немецкого слова klüger, что означает умный или очень умный.

## Первое поколение (XU 20)
Двигатели:

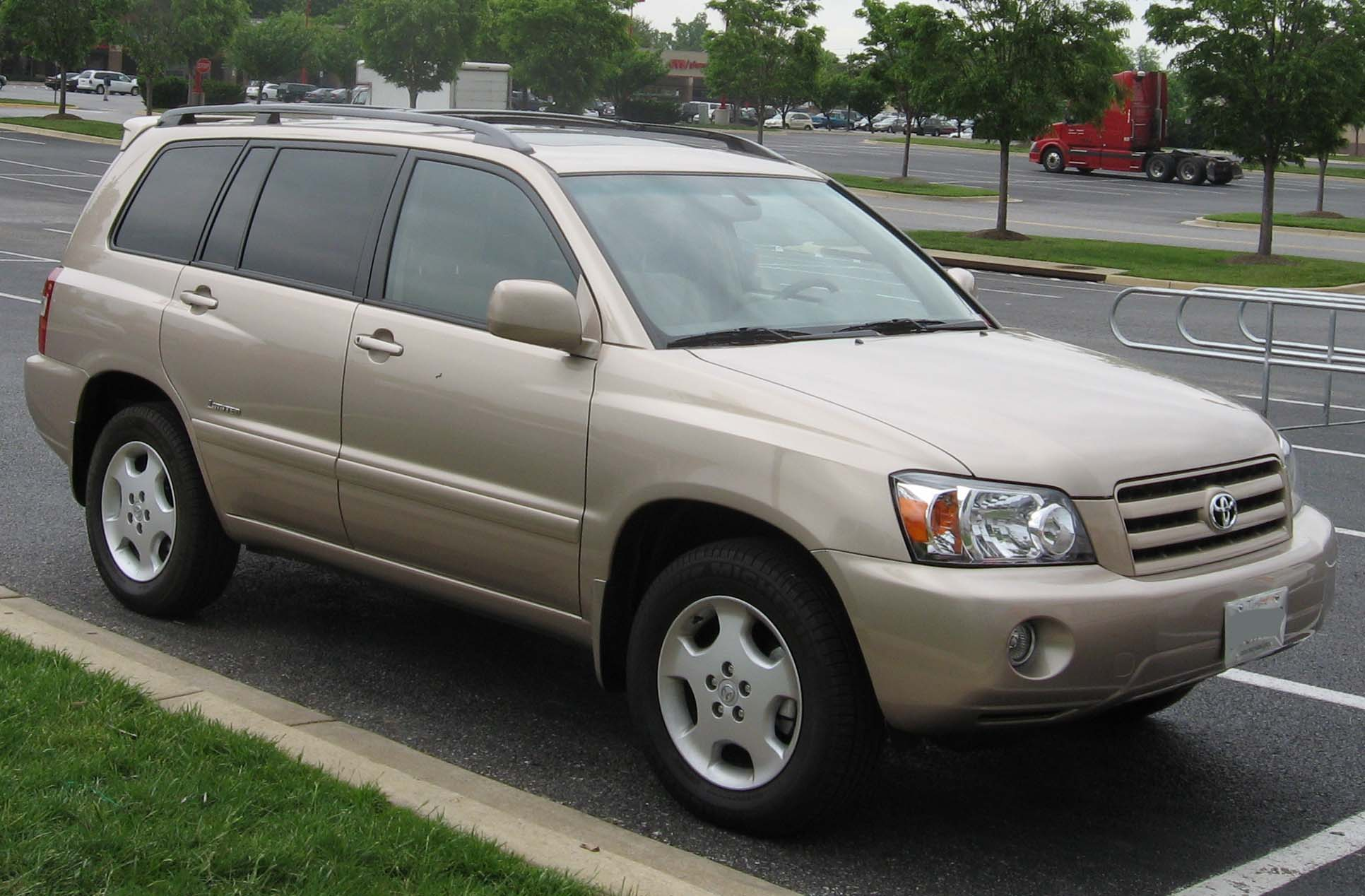
Toyota Highlander 2004 года

- 2001—2003 2,4 L 2AZ-FE I4, 155 л.с. (119 кВт)
- 2001—2003 3,0 L 1MZ-FE V6, 223 л.с. (167 кВт)
- 2004—2007 3,3 L 3MZ-FE V6, 232 л.с. (174 кВт)

## Второе поколение (XU 40)

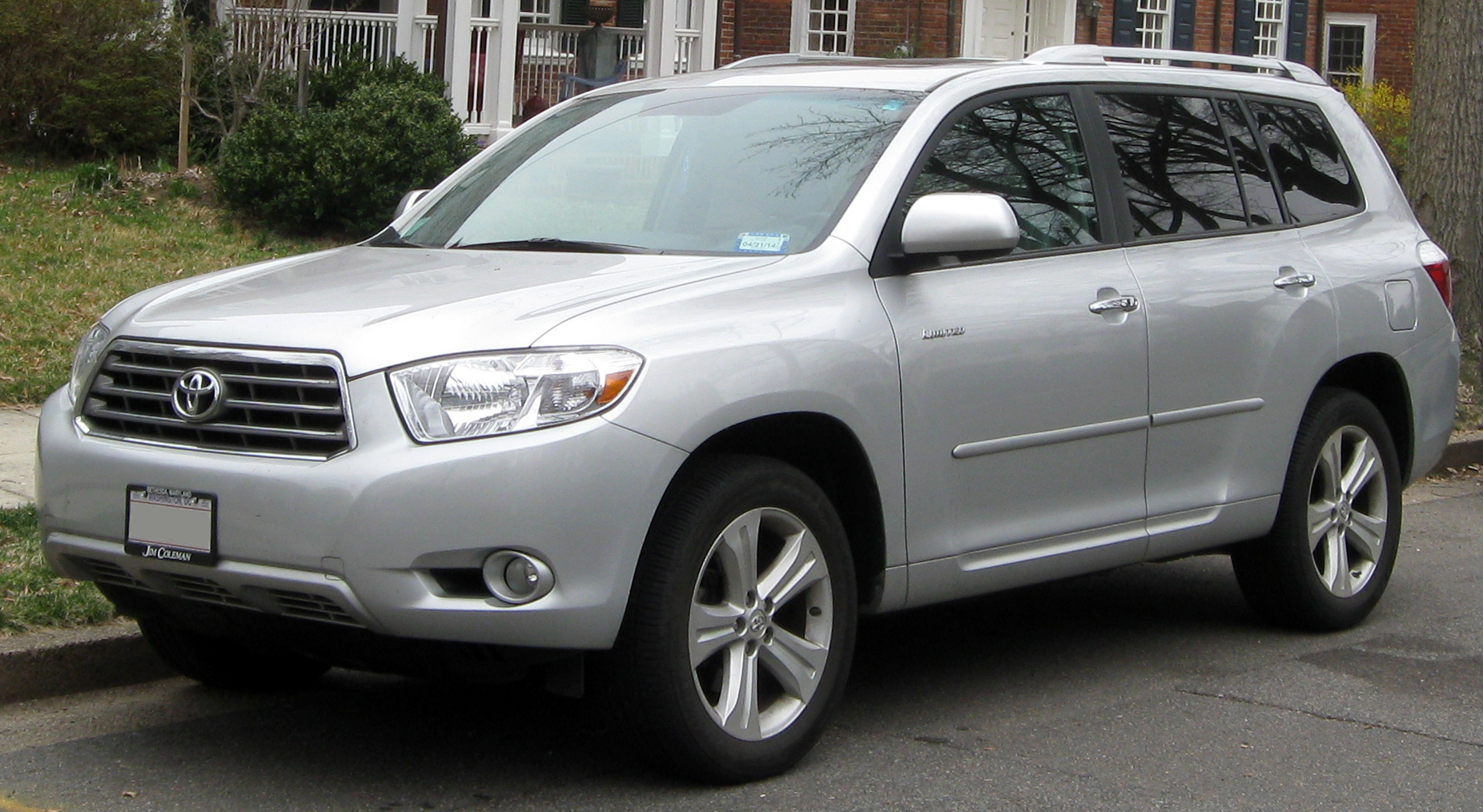
Toyota Highlander 2008 года

Презентация второго поколения Toyota Highlander произошла на автосалоне в Чикаго. Продажи начались с июля 2008 года (гибридной версии с сентября 2008 года). На внутреннем рынке Японии данная модель не продаётся. В Австралии данная модель продаётся под именем Toyota Kluger.
Двигатели:
- 2,7-литровый 1AR-FE (4 цилиндра) 187 л.с. (139 кВт)
- 3,5-литровый 2GR-FE (V6)
- 3,3-литровый (гибрид)

Все автомобили комплектуются только АКПП. Версия с двигателем 2.7 литра имеет только передний привод. Версия с двигателем 3.5 литра имеет как переднеприводные модификации, так и полноприводные.

### Рестайлинг 2010

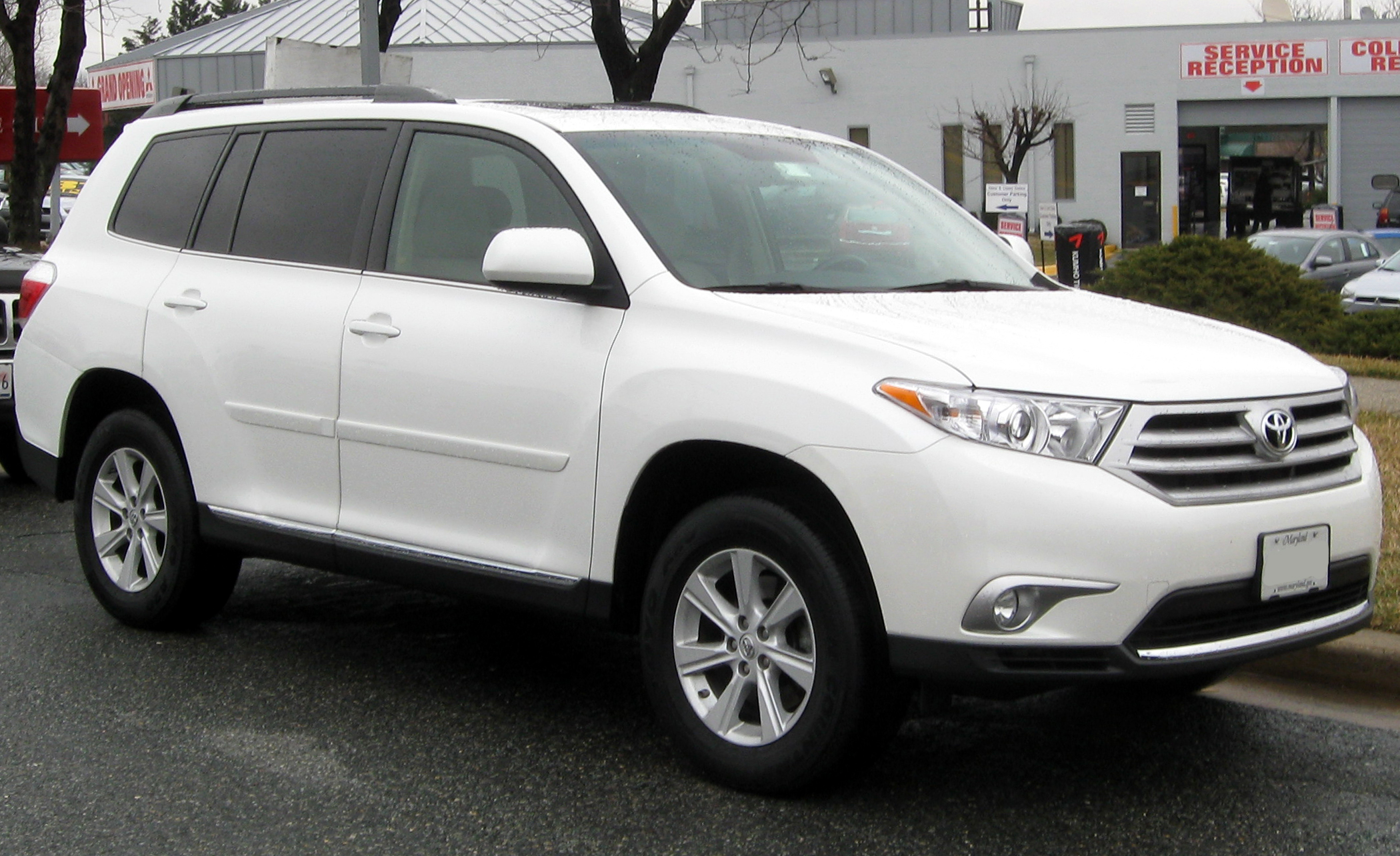
Toyota Highlander 2010 года

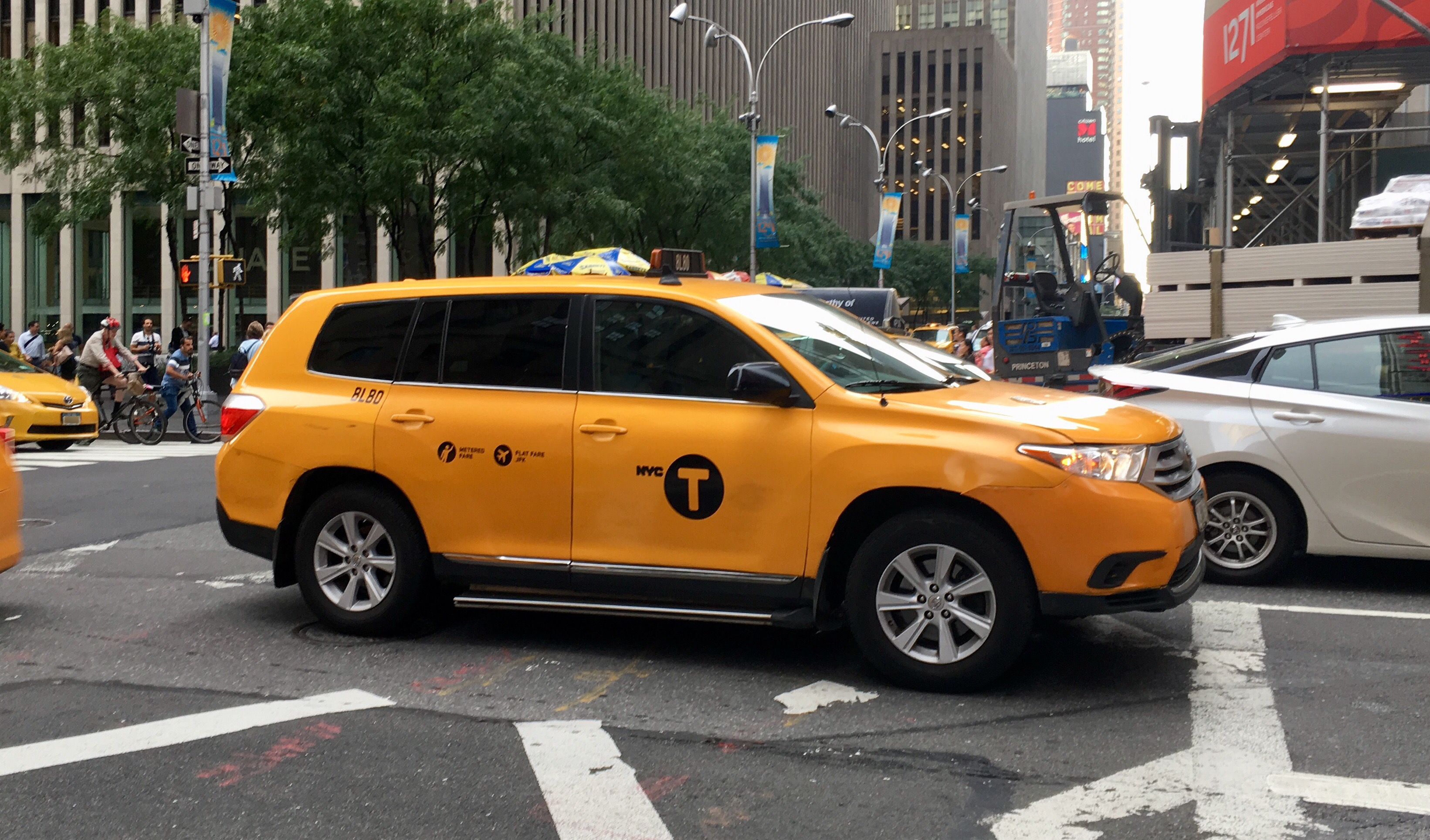
Нью-Йоркский такси; второй Highlander после рестайлинга

Презентация рестайлинга второго поколения Highlander прошла в Москве 23 августа 2010 года. Тогда же произошла и российская премьера обновлённой модели (до этого этот автомобиль в России официально ранее не продавался).
В России данный автомобиль продавался только с двигателем 3,5-литра 2GR-FE (V6) и в двух комплектациях (Престиж и Люкс). Начало российских продаж — 20 октября 2010 года.

## Третье поколение (XU 50)

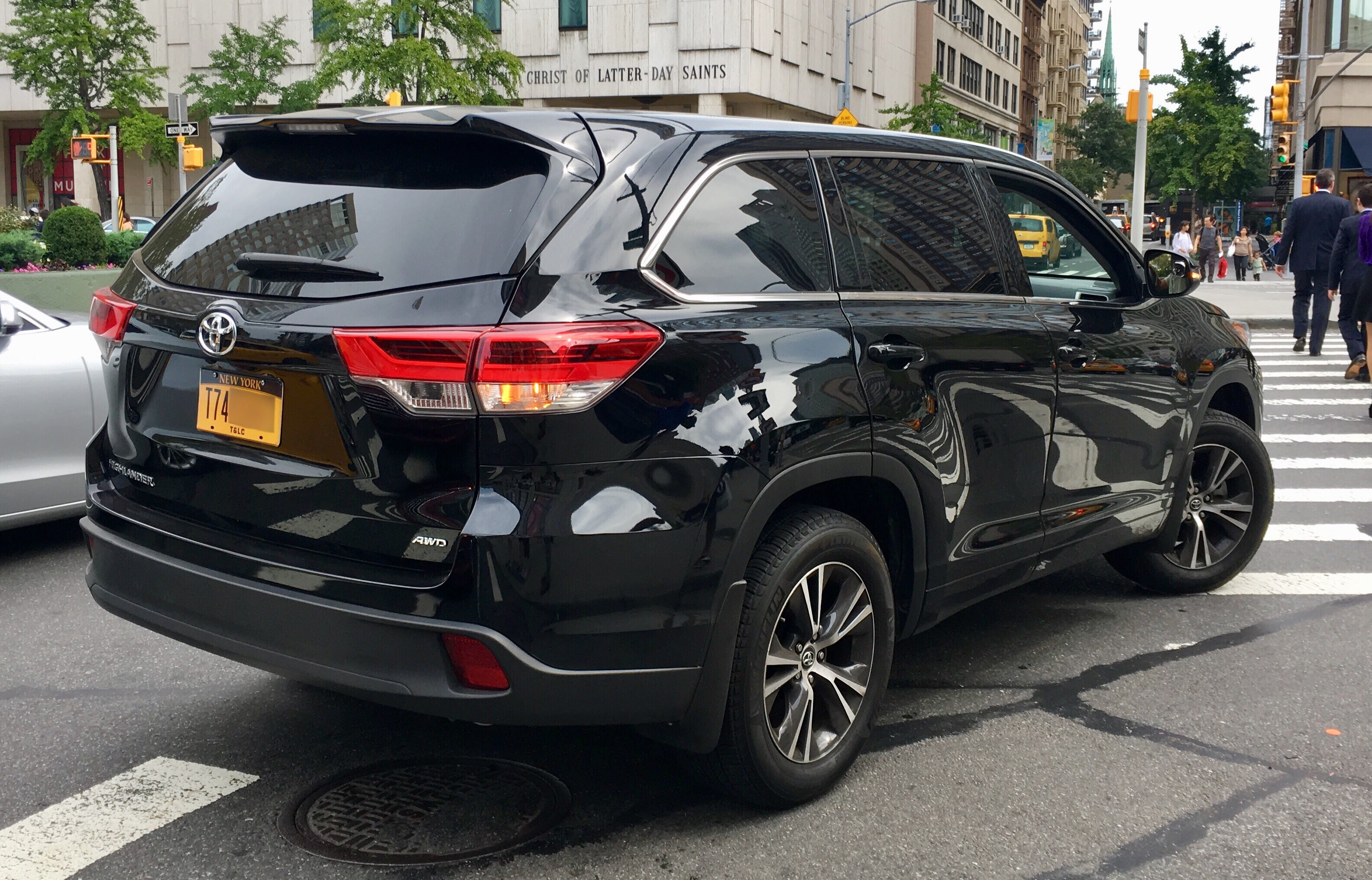
Highlander после рестайлинга

Премьера Toyota Highlander полностью нового третьего поколения состоялась в Нью-Йоркском автосалоне 2013 году, как автомобиля 2014 модельного года. Продажи начались в первом квартале 2014 года. Новый Highlander стал больше по габаритным параметрам, стал более динамичным и вместительным (есть семи- и восьмиместные версии). Улучшились материалы отделки интерьера, появился 4,2-дюймовый дисплей и 8-дюймовый сенсорный экран мультимедийно-навигационной системы, появились несколько новых систем помощи водителю, более продуманное распределение пространства внутри салона и модернизированные подвески, что позволило сделать автомобиль более управляемым. В базовом оснащении появились адаптивный круиз-контроль и сразу 8 подушек безопасности. В 2017 году был произведён рестайлинг.

## Безопасность
По независимой оценке австралийской организации ANCAP (Australasian New Car Assessment Program) Toyota Highlander (Kluger) получила высокие результаты безопасности:
| ANCAP                                                      |                    |       |
| · 35,57 · общий рейтинг                                    |                    |       |
| Рейтинги                                                   | Фронтальный удар   | 14,97 |
| Рейтинги                                                   | Боковой удар       | 16,00 |
| Рейтинги                                                   | Столб              | 2     |
| Рейтинги                                                   | Ремни безопасности | 2,6   |
| Протестированная модель: Toyota Kluger / Highlander (2014) |                    |       |

## Объёмы продаж
| Календарный год | Продажи в США |
| --------------- | ------------- |
| 2000            | n/a           |
| 2001            | 86,699        |
| 2002            | 113,134       |
| 2003            | 120,174       |
| 2004            | 133,077       |
| 2005            | 137,409       |
| 2006            | 129,794       |
| 2007            | 127,878       |
| 2008            | 104,661       |
| 2009            | 83,118        |

Продажи гибридных модификаций:
| Календарный год | Продажи в США |
| --------------- | ------------- |
| 2005            | 17,989        |
| 2006            | 31,485        |
| 2007            | 22,052        |
| 2008            | 19,441        |
| 2009            | 11,086        |